# Fole Kirke
Fole Kirke er en middelalderlig kirke i landsbyen Fole ca. 14 km øst for Ribe (Region Syddanmark).

## Eksterne kilder og henvisninger
- Fole Kirke Arkiveret 5. april 2015 hos  Wayback Machine på KortTilKirken.dk
- Fole Kirke Arkiveret 18. oktober 2014 hos  Wayback Machine i bogværket Danmarks Kirker (udg. af Nationalmuseet)

- Wikimedia Commons har flere filer relateret til Fole Kirke